# スーパーフラット
スーパーフラット (Superflat) とは漫画やアニメから大きな影響を受けたアーティスト、村上隆によって展開される現代美術の芸術運動(アート・ムーブメント)および概念。また、村上によって企画され、2000-01年に開催された展覧会。この展覧会は日本からアメリカ合衆国に渡り、ロサンジェルス、ミネアポリス、シアトルを巡回した。

## 概要
スーパーフラットという言葉は消費文化独特の浅はかな空虚感をはじめ、日本における様々な時代の様々な種類の平面絵画、アニメーション、ポップカルチャー、ファインアート、キャラクター文化といったものを示すときに村上が使用する言葉である。日本のアートムーブメントであり、欧米に向けられたブランド性をもったアートの現象であり、ニッチ市場販売の成功例でもある。
特徴として、平面的で二次元的な絵画空間を持ち、余白が多く、また、遠近法などの技法をあまり使わないことが挙げられる。これは日本の伝統的な絵画から現代の漫画・アニメにまで共通してみられる、画面の立体感のなさ、平面性、装飾性、遊戯性を示すものであり、日本における美術(ファインアート)と大衆芸術(ポップアート)の区別のなさ、また現代の日本社会の階層性のなさやフラットさをも示すものである。平面作品だけでなく日本のアニメーション関連の立体作品（フィギュアなど）もこれに含まれる。
村上に加えて、スーパーフラットに関連した作品を発表するアーティストに青島千穂、國方真秀未、奈良美智、タカノ綾、山田憲司といったアーティストが挙げられる。また、その上、アニメやマンガ界の一部のアニメーターもスーパーフラットに関連していると考えられている。特に森本晃司をはじめ、彼の所属する映像制作会社であるスタジオ4℃による作品の多くや、『エイリアン9』『ミルククローゼット』の作者である富沢ひとしの作品などが挙げられる。
ロリコンアートは町野変丸の作品などによって風刺されている。その他の作品においては成長に対する恐怖心を表現しているものもある。例えば奈良美智の作品で日本の古い浮世絵の上に子供のような陽気な落書きをしたものなどが挙げられる。そして中にはオタクを構成している基本的な願望と、第二次世界大戦敗戦後の日本文化全体の構造に注目したものもある。
村上は庵野秀明といったアニメ監督や、金田伊功・板野一郎といったアニメーター、伊藤若冲などの画家に影響されており、これらをスーパーフラットの原点とみなしている。

## コンセプトブック
村上隆『SUPER FLAT』、マドラ出版、2000年　ISBN 4944079346

## 展覧会

### SUPER FLAT展 at PARCO
村上隆キュレーションによるグループ展。佐内正史、鈴木親、HIROMIX、青島千穂、大井成義、タカノ綾、中ハシ克シゲ、奈良美智、Mr.、村上隆、竹熊健太郎、弐瓶勉、町野変丸、森本晃司、ボーメ（海洋堂）、グルーヴィジョンズ、sleep、ヒロ杉山、NAKAGAWA-SOCHI(20471120 中川正博)、ZAKが参加。写真、ファインアート、マンガ、アニメ、フィギュア、グラフィック、ファッション、音響など美術の周辺ジャンルのクリエーター20組を集め、2000年4-5月渋谷パルコギャラリーで開催され、同年6月名古屋パルコに巡回した。

### SUPER FLAT at L. A. MOCA
2001年1-3月、ロサンゼルス現代美術館別館パシフィック・デザイン・センターで開催。パルコギャラリーでの展示を基にマイケル・ダーリングが北米の観客向けにコーディネートした19組の作品からなる展覧会。2001年7-10月ウォーカー・アート・センター（ミネアポリス）、11月-2002年3月ヘンリーアートギャラリー（シアトル）に巡回。

### Coloriage(ぬりえ)展
2002年6月、カルティエ・ファウンデーション（パリ）における村上隆の大規模展「Kawaii Summer Vacation かわいい夏休み」の二本立ての展示構成のうち地下階で開催されたグループ展。地上階で開催された村上隆の新作を含む個展「Kaikai Kiki」の併催展示として村上隆自身によってキュレーションされたこのグループ展は、村上隆の作品の背景にある現代日本文化をフランス向けに紹介することをコンセプトにしたもので、青島千穂、グルーヴィジョンズなど日米での「SUPER FLAT展」のアーティストの一部に、会田誠、加藤美佳、佐藤玲など新たなアーティストを加えたほか、「きいちのぬりえ」で知られる蔦谷喜一から、ポケットモンスター、デ・ジ・キャラット、デジモン、たれぱんだなどのキャラクター商品、海洋堂のフィギュア、NIGOによる迷彩柄のインスタレーション、篠山紀信による雑誌『少年マガジン』と『GORO』の表紙、テレビ番組「風雲!たけし城」といった商業コンテンツを数多く展示し、敗戦後アメリカ合衆国によって引かれたアウトラインに沿って完成された現代日本文化を、子どものぬりえ遊びになぞらえて紹介した。この展覧会をもってスーパーフラットに関する展覧会は一応の完成形を見せ、村上隆による戦後日本文化に対する批評はさらに2005年ニューヨークのジャパン・ソサエティーで開催された「リトルボーイ展」へと発展的に継承されていく。

## アニメーション

### SUPERFLAT MONOGRAM
ルイ・ヴィトン2003年春夏コレクションで発表された「モノグラム・マルチカラー」の誕生を記念して2003年3-4月、全世界のルイ・ヴィトン各店で上映された短編アニメーション映画。マーク・ジェイコブスのディレクションにより村上隆が白地を基調に鮮やかな色調でデザインした今までにない斬新なモノグラムの世界観をビジュアル化するものとして製作された。クリエイティヴ・ディレクター、プロデューサー：村上隆、監督：細田守、5分11秒。

### SUPERFLAT FIRST LOVE
2009年4月ルイ・ヴィトンのモノグラム・マルチカラー・コレクションの新作小物MULTICOLOR SPRING PALETTEの発売にあわせて、ルイ・ヴィトンの公式日本語版携帯サイトで公開された続編。村上隆がプロデューサー、原案、監督を務め、アニメーション制作はすべてカイカイキキで行われた。3分8秒。

## 評価
浅田彰は渋谷パルコギャラリーで開催された「SUPER FLAT展 at PARCO」とそのコンセプトブックについて、「日本の伝統美術の中からとくに平面性を取り出してくるのも、それをアニメの平面性とつなげてみせるのも、世界市場に向けてのマーケティング戦略に過ぎないことは、言うまでもない。それを、『自虐史観』(彦坂尚嘉) を逆手にとった捨て身の戦術と言うこともできるだろう。さらに問題なのは、それが『自閉的〈村〉空間』（同）に根ざしているところだ」 と評した。さらに浅田自身も先行して1987年にアメリカで行った短い講演「子供の資本主義と日本のポストモダニズム」 のなかで「資本主義の幼児化」によって「日本の子供のポストモダニズムこそ世界の未来を先取りする」と発表していたことに触れながら、その講演から13年後に現れた村上隆のスーパーフラット宣言については「ただ、彼が『日本は世界の未来かもしれない。そして、日本のいまは super flat。』と宣言するとき、そこにはもはやシャープなアイロニーは感じられない。それは、いわば『スーパーフラット』なアイロニー――つまりはナイーヴな自己肯定に基づく、『J-POP』とほぼ同レヴェルでの『Jアート』の自己主張なのだ」と、日本文化に対する自己言及性や批評性すらも平板化し、後のクールジャパンを思わせる日本文化の輸出を目論んだ一種の商標にすぎないことを指摘した。
塚本由晴は「『スーパーフラット』は一般に価値がないと思われている『ダメなもの』に接近するための方法論」なのではないかと推論した上で、自らのプロジェクト「メイド・イン・トーキョー」 にも照合しながら「その背景には題材も方法も輸入に頼りたくない。自分のいる所、住んできた所から資源を見つけて、それを味方にできないか」という感じがあると述べ、「ある対象に対する距離感」をフラットにする方法論はスタイルというよりむしろメンタルな問題であると指摘した。